# Memphis Showboats
| Memphis Showboats                                          | Memphis Showboats                                           |
| Gegründet 2022 Spielen in Memphis, Tennessee               | Gegründet 2022 Spielen in Memphis, Tennessee                |
| ---------------------------------------------------------- | ----------------------------------------------------------- |
| \| \| \| \| \| \|                                          |                                                             |
| Liga                                                       |                                                             |
| - USFL (2023) South Division - UFL (2024–) USFL Conference |                                                             |
| Personal                                                   |                                                             |
| Head Coach                                                 | John DeFilippo                                              |
| Teamgeschichte                                             |                                                             |
| Teamnamen                                                  | - Tampa Bay Bandits (2022) - Memphis Showboats (2023–heute) |
| Erfolge                                                    |                                                             |
| Meisterschaften (0)                                        |                                                             |
| Division-Siege (0) {{{div_champs}}}                        |                                                             |
| Play-off-Teilnahmen (0)                                    |                                                             |
| Stadien                                                    |                                                             |
| - Simmons Bank Liberty Stadium (seit 2022)                 |                                                             |
|                                                            |                                                             |
|                                                            |                                                             |

Die Memphis Showboats sind ein professionelles American-Football-Team mit Sitz in Memphis, Tennessee. Sie spielen in der United Football League (UFL). Das Team wurde 2022 als Team der United States Football League (USFL) gegründet, die 2024 in der UFL aufging. Die Showboats tragen ihre Heimspiele im Simmons Bank Liberty Stadium aus.

## Geschichte
Der Name Showboats wurde vom 1984 bis 1985 bestehenden Team der ursprünglichen United States Football League übernommen. Die neu gegründete USFL spielte 2022 ihre erste Saison, wobei alle Spiele in Birmingham ausgetragen wurden. Am 15. November 2022 gaben die USFL und die Stadt Memphis bekannt, dass das Simmons Bank Liberty Stadium einer von vier Spielorten der USFL-Saison 2023 werde. Zudem wurden die Memphis Showboats als neues Team vorgestellt, welches die Tampa Bay Bandits ersetzte. Die Showboats übernahmen Spieler und Trainer der Bandits, unter anderem Head Coach Todd Haley.
Die Showboats starteten mit drei Niederlagen in ihre erste Saison. Am 6. Mai 2023 gelang mit dem 29:10 bei den Michigan Panthers der erste von fünf Siegen in Folge. Mit zwei Niederlagen in den letzten beiden Spielen verpassten die Showboats jedoch die Playoffs und landeten mit ausgeglichener Bilanz auf dem letzten Platz der South Division.
Im September 2023 berichtete Axios, dass die USFL in Gesprächen mit der XFL bezüglich einer Fusion der Ligen sei. Am 31. Dezember 2023 wurde die Fusion zur United Football League offiziell bekannt gegeben. Am 1. Januar 2024 wurden die Showboats als eines von vier Teams der USFL bestätigt, die in die UFL übernommen werden.

## Statistiken

### Spielzeiten
| Saison | Liga  | Division/ Conference | Reguläre Saison | Reguläre Saison | Reguläre Saison | Reguläre Saison | Reguläre Saison | Reguläre Saison | Reguläre Saison | Reguläre Saison |
| Saison | Liga  | Division/ Conference | Platz           | Spiele          | S               | N               | SQ              | P+              | P−              | Diff            |
| ------ | ----- | -------------------- | --------------- | --------------- | --------------- | --------------- | --------------- | --------------- | --------------- | --------------- |
| 2023   | USFL  | South Division       | 4.              | 10              | 5               | 5               | 0,500           | 190             | 213             | –23             |
| 2024   | UFL   | USFL Conference      | 3.              | 10              | 2               | 8               | 0,200           | 188             | 290             | –102            |
| 2025   | UFL   | USFL Conference      |                 |                 |                 |                 |                 |                 |                 |                 |
| Summe  | Summe | Summe                | Summe           | 20              | 7               | 13              | 0,500           | 378             | 503             | –125            |

### Direkter Vergleich
| Gegner                      | Reguläre Saison | Reguläre Saison | Reguläre Saison | Reguläre Saison | Reguläre Saison | Reguläre Saison | Reguläre Saison |
| Gegner                      | Sp              | S               | N               | SQ              | P+              | P–              | PD              |
| --------------------------- | --------------- | --------------- | --------------- | --------------- | --------------- | --------------- | --------------- |
| Pittsburgh Maulers          | 1               | 1               | 0               | 1,000           | 22              | 0               | +22             |
| New Jersey Generals         | 1               | 1               | 0               | 1,000           | 25              | 16              | +9              |
| Houston Gamblers/Roughnecks | 4               | 3               | 1               | 0,750           | 86              | 74              | +12             |
| New Orleans Breakers        | 2               | 1               | 1               | 0,500           | 20              | 41              | –21             |
| Michigan Panthers           | 3               | 1               | 2               | 0,333           | 65              | 69              | –4              |
| San Antonio Brahmas         | 1               | 0               | 1               | 0,000           | 19              | 20              | –1              |
| Philadelphia Stars          | 1               | 0               | 1               | 0,000           | 23              | 27              | –4              |
| DC Defenders                | 1               | 0               | 1               | 0,000           | 21              | 36              | –15             |
| St. Louis BattleHawks       | 1               | 0               | 1               | 0,000           | 17              | 32              | –15             |
| Arlington Renegades         | 1               | 0               | 1               | 0,000           | 23              | 47              | –24             |
| Birmingham Stallions        | 4               | 0               | 4               | 0,000           | 57              | 141             | –84             |

Kursiv geschriebene Teams sind inaktiv.